# Bobobobs
Los Bobobobs es una serie de animación para televisión. Fue creada por BRB Internacional y producida por TV3. La serie es original de  Henk Zwart y Nerida Zwart, y producida por BRB Internacional en 1988 y consistió en 26 capítulos.
La serie nos posiciona en un universo alejado de la Tierra y nos cuenta las aventuras de unos seres llamados Bobobobs. Viajan en su nave espacial Bobular en dirección a la Tierra para salvar a los humanos, que están siendo aterrorizados por los dinosaurios. A lo largo de su travesía se encontrarán con distintas especies alienígenas, algunas serán pacíficas pero otras hostiles, las cuales les dificultarán el viaje.

## Personajes
- Bob Wouter – es el capitán de la nave, y dirige con gran determinación a toda la tripulación de la nave.
- Pequeño Wouter – es el hijo de Bob Wouter. Es muy listo, es más inteligente de lo que los demás Bobobobs piensan.
- Fuzz – es la mascota de Cornelius. Es una bola peluda, flotante y morada, amiga de todos.
- Cornelius – es el jefe astrónomo de la nave espacial. Es muy mayor, tiene una enorme barba blanca y lleva atuendos morados de mago. Es muy sabio y todos le piden consejo.
- Wilbur – es el hijo del gran líder de los Bobobobs, Gran Bob, y hermano de Petronella. No ayuda mucho en las tareas de la nave espacial.
- Petronella – al ser la hija de Gran Bob se cree que puede ordenar lo que sea a quien sea. Es tacaña y egoísta y solo piensa en sí misma y en su "belleza". Está casada con A.D.
- A.D. – es el arquitecto de la nave espacial. Es una persona muy trabajadora. Está casado con Petronella.
- Fritz – es el cocinero del Bubular. Aunque su comida sabe horrible, es muy nutritiva. Es una persona muy temperamental y casi siempre está enfadado con alguien.
- Tía Agatha – es la tía de todos. Se coló en la nave para cuidar de su sobrino Pievus pero acaba convirtiéndose amiga de todos. Le encanta hacer sus famosas tartas.
- Odd y Sodd – son los biólogos de la nave. Son dos gemelos, que nunca se separan uno del otro.
- Pievus –  es el asistente de Cornelius y su ambición es convertirse en el siguiente jefe de astronomía.
- Doc Bone – es el doctor de la tripulación. Es un poco olvidadizo.
- Enfermera Mimi –  es la enfermera de Bone, siempre está preparada para ayudar a los que la necesiten.
- Gran Bob – es el líder de los Bobobobs.

## Lista de Episodios
01. Los Bobobobs
02. La reina del pantano
03. El demonio del universo
04. Blush vuelve a casa
05. Sorpresa de cumpleaños
06. El disfraz
07. El monstruo del árbol
08. Obus toma el control
09. Los cowboys del espacio
10. Llamada de auxilio
11. Mamá viene de visita
12. Tía Ágata, la nueva cocinera
13. El fantasma
14. Sin salida
15. El Tripop
16. En forma
17. Los nuevos amigos de Little Wouter
18. La gente árbol
19. Una situación pegajosa
20. Cambio de corazón
21. A la caza del tesoro
22. Aterrizaje de emergencia
23. Equipo de rescate
24. Los Clubbers (I)
25. Los Clubbers (II)
26. El poblado de Trotterland
- Datos: Q3641432